# پل خشتی تجن گوگه
پل خشتی تجن گوگه مربوط به دوره صفوی است و در شهرستان لاهیجان، روستای تجن گوگه واقع شده و این اثر در تاریخ ۲۰ دی ۱۳۵۵ با شمارهٔ ثبت ۱۴۳۲ به‌عنوان یکی از آثار ملی ایران به ثبت رسیده است.
این پل بر روی رودخانه شیمرود ساخته شده است. این پل دارای دو چشمه با طاق جناقی است و در پایه‌های میانی و جانبی آن برای بیتوته کاروانیان، اتاقک‌های کوچکی در نظر گرفته شده است.
۶۰ متر و عرض آن ۴/۲۵ و ارتفاع کلی آن بیش از ۷/۵ متر است. مصالح به کار رفته در این پل آجر، سنگ و ملات ساروج است.
روستای تجن گوکه در ۶ کیلومتری غرب شهرستان آستانه اشرفیه، قرار دارد. این پل در طول تاریخ مسیر رفت و آمد تجاری بوده است.